# Pabbajja
Pabbajja (páli e sânscrito: pravrajya) literalmente significa "ir além" e se refere ao momento no qual um leigo deixa o lar para viver como renunciante budista em meio a uma comunidade de bicos (i.é, de monges ordenados). Isto geralmente envolve a ordenação preliminar como noviço (masc. samanera, fem. samaneri). Essa situação é às vezes referida como "ordenação menor". Após um período ou quando o noviço faz 20 anos, este passa a ser considerado para a ordenação upasampada (ou "ordenação maior") através da qual o noviço ou noviça torna-se monje (bico) ou monja (bicunim).
Em alguns países cuja população budista segue a tradição l teravada, tais como a Birmânia (Myanmar), os meninos passam pelo pabbajja (Shinbyu) na puberdade. Nos países com a tradição maaiana, tais como a China e o Japão, o pabbajja é precedido por um período probatório.